# Galatasaray
Galatasaray SK (tur. Galatasaray Spor Kulübü) je turški nogometni klub iz Istanbula. Leta 1905 so ga ustanovili dijaki istoimenske srednje šole (tur. Galatasaray Lisesi). Domače tekme igra na stadionu Türk Telekom Arena, zgrajenemu leta 2011 s kapaciteto 52.695.
Galatasaray je, z 20-mi naslovi prvaka, najuspešnejši turški klub ter tako tudi klub, ki ima za seboj večje uspehe v evropskih tekmovanjih. V sezoni 1999/2000 so osvojili pokal UEFA, z zmago v finalu proti Arsenal z 4-1, ter tudi superpokal proti Real Madridu z 2-1. 
Ob nogometnem moštvu, po katerem je Galatasaray tudi najbolj znan, pa je klub dejaven tudi v drugih športnih panogah. Med drugim ima tudi uspešno košarkaško moštvo Galatasaray Liv Hospital in odbojkarsko ekipo Galatasaray Daikin.

## Uspehi

### Mednarodni
- pokal UEFA
  - Zmagovalec (1): 1999/2000.

- UEFA Superpokal
  - Zmagovalec (1): 2000.

- Liga prvakov
  - Polfinale (1): 1988/1989.

### Domača scena
- Turška Liga:
  - Prvaki (24): 1961/62, 1962/63, 1968/69, 1970/71, 1971/72, 1972/73, 1986/87, 1987/88, 1992/93, 1993/94, 1996/97, 1997/98, 1998/99, 1999/00, 2001/02, 2005/06, 2007/08, 2011/12, 2012/13, 2014/15, 2017/18, 2018/19, 2022/23, 2023/24
  - Drugouvrščeni (10): 1959, 1960-61, 1965-66, 1974-75, 1978-79, 1985-86, 1990-91, 2000-01, 2002-03, 2013-14

- Turški Pokal: (rekord)
  - Zmagovalec (15): 1963, 1964, 1965, 1966, 1973, 1976, 1982, 1985, 1991, 1993, 1996, 1999, 2000, 2005, 2014
  - Finalist (5): 1969, 1980, 1994, 1995, 1998

- Turški Superpokal: (rekord)
  - Prvaki (11): 1966, 1969, 1972, 1982, 1987, 1988, 1991, 1993, 1996, 1997, 2008, 2012, 2013